# Anthomyia pluvialis
Anthomyia pluvialis is een vliegensoort uit de familie van de bloemvliegen (Anthomyiidae). De wetenschappelijke naam is gepubliceerd in 1758 door Linnaeus in de tiende editie van Systema naturae.